# Massacre de Corumbiara
- O massacre de Corumbiara foi o resultado de um conflito violento ocorrido em 9 de agosto de 1995 no município de Corumbiara, no estado de Rondônia.

## História

### Conflito
O conflito começou quando policiais entraram em confronto com pessoas sem-terra que estavam ocupando uma área, resultando na morte de 10 pessoas (embora haja controvérsias, como se verá a seguir), entre elas uma criança de nove anos e dois policiais.
Em agosto de 1995, cerca de 600 camponeses haviam se mobilizado para tomar a Fazenda Santa Elina. Na madrugada do dia 9, por volta das três horas, pistoleiros armados, recrutados nas fazendas da região, além de soldados da Polícia Militar com os rostos cobertos, iniciaram os ataques ao acampamento.

### Mortos
O número oficial de mortos no massacre é de 16 pessoas e há sete desaparecidos. Para os ocupantes, entretanto, o número de mortos pode ter passado de 100 pois, segundo eles, muitos mais teriam sido mortos por policiais e jagunços, e enterrados sumariamente. Depois de horas de tiroteio, os camponeses não tinham mais munições para suas espingardas. O Comando de Operações Especiais, comandado na época pelo capitão José Hélio Cysneiros Pachá, jogou bombas de gás lacrimogênio e acendeu holofotes contra as famílias. A chacina ocorreu durante o governo estadual de Valdir Raupp (PMDB), que foi posteriormente eleito Senador por Rondônia.
Mulheres foram usadas como escudo humano pelos policiais e pelos jagunços do fazendeiro Antenor Duarte [carece de fontes?]. A pequenina Vanessa, de apenas seis anos, teve o corpo trespassado por uma bala "perdida", quando corria junto com sua família. Cinquenta e cinco posseiros ficaram gravemente feridos. Os laudos tanatoscópicos provaram execuções sumárias. O bispo de Guajará Mirim, dom Geraldo Verdier, recolheu amostras de ossos calcinados em fogueiras do acampamento e enviou a Faculté de Médicine Paris-Oeste, que confirmou a cremação de corpos humanos no acampamento da fazenda[carece de fontes?].
Desde 1985 os camponeses se organizavam, tendo criado as vilas de Alto Guarajús, Verde Seringal, Palmares do Oeste, Rondolândia, e mais tarde o povoado de Nova Esperança - posteriormente cidade de Corumbiara. Dez anos depois, foram vítimas da chacina. E até hoje os parentes das vítimas aguardam a indenização.

### Repercussão
A assessoria jurídica da CPT RO e a CJP (Comissão Justiça e Paz de Porto Velho) acompanham o processo judicial a favor da indenização das famílias vítimas da chacina.
A Comissão de Constituição e Justiça e de Cidadania (CCJ) aprovou em 24 de abril de 2013, proposta que concede anistia aos trabalhadores rurais e policiais militares de Rondônia punidos no episódio conhecido como Massacre de Corumbiara. Dois camponeses foram condenados na ocasião (Claudemir Gilberto Ramos e Cícero Pereira Leite Neto), pela morte de dois policiais. O Projeto de Lei 2000/11, do deputado João Paulo Cunha (PT-SP), propunha a anistia apenas aos Sem-terra. Para o deputado, o Poder Judiciário do Estado de Rondônia condenara injustamente os camponeses por homicídio, tendo absolvido a quase totalidade dos policiais militares, que teriam sido os responsáveis pelo massacre. Todavia o relator da proposta, deputado Vieira da Cunha (PDT-RS), incluiu os policiais militares na proposta de anistia, após manifestações de outros parlamentares. "A anistia deve ser ampla e irrestrita", justificou.